# Молодіжний чемпіонат Європи з футболу 2025 (кваліфікація)
Кваліфікаційний етап молодіжного чемпіонату Європи з футболу 2025 — відбірний етап чемпіонату Європи, що стартував 24 березня 2023 та фінішував 19 листопада 2024.
Молодіжна збірна Словаччини, як господар змагання, автоматично кваліфікувалася на молодіжний ЧЄ-2025. Крім неї, решта 52 національні збірні УЄФА беруть участь у відбірковому турнірі.
У турнірі мають право грати футболісти, народжені не раніше 1 січня 2002 року.

## Формат
Відбіркові змагання складаються з двох етапів:
- Кваліфікаційний груповий етап: 52 команди розбиті на дев’ять груп: сім груп по шість команд і дві групи по п’ять команд. Кожна група грає за круговою системою вдома та на виїзді. Дев’ять переможців груп і три найкращі зі збірних, що посіли другі місця (не враховуючи результати проти команди, яка посідає шосте місце) безпосередньо кваліфікуються до фінального турніру. Решта шість інших виходять у плей-оф.
- Плей-оф: шість команд розподіляються жеребом на три пари, які у двоматчевому протистоянні визначать три останні команди, що пройшли кваліфікацію.

## Регламент
У випадку рівної кількості очок у кількох команд, місця цих команд визначаються за такими правилами:
- кількість очок, набраних у матчах між цими командами,
- різниця забитих голів у матчах цих команд,
- голи, забиті в матчах цих команд,
- голи на виїзді, забиті в матчах цих команд,

Якщо більше двох команд мають однакову кількість очок, й після застосування вищезазначених правил принаймні дві команди все ще мають однакові показники, вищезазначені правила знову застосовуються лише до відповідних команд. Якщо це не є вирішальним, і обидві команди все ще мають однакові показники, застосовуються наведені нижче правила:
- різниця м'ячів у всіх матчах групи,
- кількість забитих голів у всіх матчах групи,
- кількість забитих голів у всіх виїзних матчах,
- кількість виграних матчів на груповому етапі,
- кількість виїзних матчів, виграних на груповому етапі,
- кількість індивідуальних покарань у всіх матчах (1 очко за жовту картку, 3 очки за червону картку та за дві жовті),
- місце в рейтингу УЄФА.

## Календар
| Етап                          | Дата жеребкування | Міжнародні дати ФІФА         |
| ----------------------------- | ----------------- | ---------------------------- |
| Кваліфікаційний груповий етап | 2 лютого 2023     | 1 тур (24–28 березня 2023)   |
| Кваліфікаційний груповий етап | 2 лютого 2023     | 2 тур (15–20 червня 2023)    |
| Кваліфікаційний груповий етап | 2 лютого 2023     | 3 тур (6–12 вересня 2023)    |
| Кваліфікаційний груповий етап | 2 лютого 2023     | 4 тур (12–17 жовтня 2023)    |
| Кваліфікаційний груповий етап | 2 лютого 2023     | 5 тур (16–21 листопада 2023) |
| Кваліфікаційний груповий етап | 2 лютого 2023     | 6 тур (21–26 березня 2024)   |
| Кваліфікаційний груповий етап | 2 лютого 2023     | 7 тур (5–10 вересня 2024)    |
| Кваліфікаційний груповий етап | 2 лютого 2023     | 8 тур (10–15 жовтня 2024)    |
| Плей-оф                       | 17 жовтня 2024    | 1-а гра (11 листопада 2024)  |
| Плей-оф                       | 17 жовтня 2024    | 2-а гра (19 листопада 2024)  |

## Жеребкування
Господар фінального турніру кваліфікувався автоматично. Решту команд було розбито на шість кошиків згідно з рейтингом, заробленим у ході виступів на останніх трьох чемпіонатах Європи (у тому числі й у відбіркових турнірах).
| Збірна     |
| ---------- |
| Словаччина |

| Збірні     |
| ---------- |
| Іспанія    |
| Португалія |
| Німеччина  |
| Франція    |
| Нідерланди |
| Англія     |
| Данія      |
| Італія     |
| Румунія    |

| Збірні    |
| --------- |
| Хорватія  |
| Швейцарія |
| Бельгія   |
| Чехія     |
| Польща    |
| Україна   |
| Швеція    |
| Австрія   |
| Ірландія  |

| Збірні    |
| --------- |
| Норвегія  |
| Греція    |
| Ісландія  |
| Словенія  |
| Ізраїль   |
| Фінляндія |
| Грузія    |
| Сербія    |
| Шотландія |

| Збірні               |
| -------------------- |
| Боснія і Герцеговина |
| Болгарія             |
| Угорщина             |
| Туреччина            |
| Північна Македонія   |
| Уельс                |
| Білорусь             |
| Північна Ірландія    |
| Албанія              |

| Збірні            |
| ----------------- |
| Косово            |
| Чорногорія        |
| Молдова           |
| Литва             |
| Фарерські острови |
| Кіпр              |
| Казахстан         |
| Азербайджан       |
| Латвія            |

| Збірні     |
| ---------- |
| Мальта     |
| Вірменія   |
| Люксембург |
| Андорра    |
| Естонія    |
| Гібралтар  |
| Сан-Марино |

Примітки
- Команди, виділені жирним шрифтом, кваліфікувалися до фінального турніру.
- Команди, виділені курсивом, беруть участь у плей-оф за вихід до фінального турніру.

Кожна група складається з однієї команди з кожного з кошиків 1–6 (кошиків 1–4 для групи з п’яти команд). На підставі рішень Виконавчого комітету УЄФА, наступні команди не можуть потрапити в одну групу:
- Вірменія та Азербайджан
- Білорусь та Україна
- Гібралтар та Іспанія
- Косово та Боснія і Герцеговина
- Косово та Сербія

## Груповий етап

### Група A
| Поз | Команда    | І  | В | Н | П  | ГЗ | ГП | РГ  | О  | Кваліфікація     |     |     |     |     |     |     |     |
| --- | ---------- | -- | - | - | -- | -- | -- | --- | -- | ---------------- | --- | --- | --- | --- | --- | --- | --- |
| 1   | Італія     | 10 | 6 | 4 | 0  | 27 | 4  | +23 | 22 | Фінальний турнір |     | —   | 2–0 | 1–1 | 1–1 | 2–0 | 7–0 |
| 2   | Норвегія   | 10 | 6 | 1 | 3  | 28 | 11 | +17 | 19 | Плей-оф          |     | 0–3 | —   | 3–2 | 5–1 | 7–0 | 4–0 |
| 3   | Ірландія   | 10 | 5 | 4 | 1  | 24 | 12 | +12 | 19 |                  |     | 2–2 | 1–1 | —   | 3–2 | 2–2 | 3–0 |
| 4   | Туреччина  | 10 | 4 | 1 | 5  | 21 | 15 | +6  | 13 |                  | 0–2 | 2–0 | 0–1 | —   | 3–0 | 5–0 |     |
| 5   | Латвія     | 10 | 3 | 2 | 5  | 10 | 18 | −8  | 11 |                  | 0–0 | 0–1 | 1–2 | 2–1 | —   | 2–0 |     |
| 6   | Сан-Марино | 10 | 0 | 0 | 10 | 1  | 51 | −50 | 0  |                  | 0–7 | 0–7 | 0–7 | 1–6 | 0–3 | —   |     |

### Група B
| Поз | Команда   | І  | В | Н | П  | ГЗ | ГП | РГ  | О  | Кваліфікація     |     |     |     |     |     |     |     |
| --- | --------- | -- | - | - | -- | -- | -- | --- | -- | ---------------- | --- | --- | --- | --- | --- | --- | --- |
| 1   | Іспанія   | 10 | 9 | 1 | 0  | 28 | 5  | +23 | 28 | Фінальний турнір |     | —   | 1–0 | 1–0 | 2–0 | 4–3 | 6–0 |
| 2   | Бельгія   | 10 | 6 | 1 | 3  | 13 | 6  | +7  | 19 | Плей-оф          |     | 1–1 | —   | 0–2 | 0–1 | 1–0 | 3–1 |
| 3   | Шотландія | 10 | 5 | 1 | 4  | 19 | 11 | +8  | 16 |                  |     | 1–2 | 0–2 | —   | 3–1 | 4–1 | 2–1 |
| 4   | Угорщина  | 10 | 5 | 1 | 4  | 12 | 8  | +4  | 16 |                  | 0–1 | 0–1 | 0–0 | —   | 2–0 | 2–1 |     |
| 5   | Казахстан | 10 | 3 | 0 | 7  | 13 | 24 | −11 | 9  |                  | 0–4 | 0–3 | 3–2 | 0–3 | —   | 4–1 |     |
| 6   | Мальта    | 10 | 0 | 0 | 10 | 4  | 35 | −31 | 0  |                  | 0–6 | 0–2 | 0–5 | 0–3 | 0–2 | —   |     |

### Група C
| Поз | Команда            | І  | В  | Н | П | ГЗ | ГП | РГ  | О  | Кваліфікація     |     |     |     |     |     |     |     |
| --- | ------------------ | -- | -- | - | - | -- | -- | --- | -- | ---------------- | --- | --- | --- | --- | --- | --- | --- |
| 1   | Нідерланди         | 10 | 10 | 0 | 0 | 32 | 3  | +29 | 30 | Фінальний турнір |     | —   | 3–1 | 3–0 | 5–0 | 3–0 | 1–0 |
| 2   | Грузія             | 10 | 6  | 1 | 3 | 14 | 10 | +4  | 19 | Плей-оф          |     | 0–3 | —   | 0–0 | 2–1 | 3–0 | 2–0 |
| 3   | Швеція             | 10 | 5  | 2 | 3 | 25 | 10 | +15 | 17 |                  |     | 2–4 | 3–2 | —   | 0–1 | 4–0 | 9–0 |
| 4   | Північна Македонія | 10 | 4  | 0 | 6 | 8  | 15 | −7  | 12 |                  | 0–2 | 0–1 | 0–2 | —   | 2–1 | 1–0 |     |
| 5   | Молдова            | 10 | 2  | 1 | 7 | 7  | 20 | −13 | 7  |                  | 0–3 | 0–1 | 0–0 | 2–1 | —   | 1–2 |     |
| 6   | Гібралтар          | 10 | 1  | 0 | 9 | 3  | 31 | −28 | 3  |                  | 0–5 | 0–2 | 0–5 | 0–2 | 1–3 | —   |     |

### Група D
| Поз | Команда   | І  | В | Н | П | ГЗ | ГП | РГ  | О  | Кваліфікація     |      |     |     |     |     |     |     |
| --- | --------- | -- | - | - | - | -- | -- | --- | -- | ---------------- | ---- | --- | --- | --- | --- | --- | --- |
| 1   | Німеччина | 10 | 8 | 2 | 0 | 35 | 10 | +25 | 26 | Фінальний турнір |      | —   | 3–1 | 2–1 | 0–0 | 4–1 | 2–0 |
| 2   | Польща    | 10 | 7 | 1 | 2 | 24 | 10 | +14 | 22 | Фінальний турнір |      | 3–3 | —   | 0–1 | 3–0 | 5–0 | 2–1 |
| 3   | Болгарія  | 10 | 4 | 3 | 3 | 17 | 12 | +5  | 15 |                  |      | 2–3 | 1–3 | —   | 1–1 | 6–0 | 1–0 |
| 4   | Косово    | 10 | 3 | 3 | 4 | 10 | 17 | −7  | 12 |                  | 0–3  | 0–4 | 2–2 | —   | 2–0 | 3–1 |     |
| 5   | Естонія   | 10 | 2 | 1 | 7 | 7  | 31 | −24 | 7  |                  | 1–10 | 0–1 | 1–1 | 3–1 | —   | 1–0 |     |
| 6   | Ізраїль   | 10 | 1 | 0 | 9 | 5  | 18 | −13 | 3  |                  | 1–5  | 1–2 | 0–1 | 0–1 | 1–0 | —   |     |

### Група E
| Поз | Команда    | І  | В | Н | П | ГЗ | ГП | РГ  | О  | Кваліфікація     |     |     |     |     |     |     |     |
| --- | ---------- | -- | - | - | - | -- | -- | --- | -- | ---------------- | --- | --- | --- | --- | --- | --- | --- |
| 1   | Румунія    | 10 | 7 | 1 | 2 | 23 | 10 | +13 | 22 | Фінальний турнір |     | —   | 1–0 | 3–1 | 5–0 | 1–0 | 2–0 |
| 2   | Фінляндія  | 10 | 6 | 2 | 2 | 21 | 8  | +13 | 20 | Плей-оф          |     | 2–0 | —   | 1–2 | 4–1 | 2–1 | 6–0 |
| 3   | Швейцарія  | 10 | 5 | 3 | 2 | 21 | 12 | +9  | 18 |                  |     | 2–2 | 1–1 | —   | 1–2 | 4–2 | 5–0 |
| 4   | Албанія    | 10 | 5 | 1 | 4 | 12 | 17 | −5  | 16 |                  | 3–2 | 0–0 | 1–3 | —   | 2–0 | 1–0 |     |
| 5   | Чорногорія | 10 | 2 | 1 | 7 | 8  | 19 | −11 | 7  |                  | 2–6 | 1–2 | 0–2 | 1–0 | —   | 0–0 |     |
| 6   | Вірменія   | 10 | 0 | 2 | 8 | 2  | 21 | −19 | 2  |                  | 0–1 | 1–3 | 0–0 | 1–2 | 0–1 | —   |     |

### Група F
| Поз | Команда           | І  | В | Н | П | ГЗ | ГП | РГ  | О  | Кваліфікація     |     |     |     |     |     |     |     |
| --- | ----------------- | -- | - | - | - | -- | -- | --- | -- | ---------------- | --- | --- | --- | --- | --- | --- | --- |
| 1   | Англія            | 10 | 8 | 1 | 1 | 41 | 6  | +35 | 25 | Фінальний турнір |     | —   | 2–1 | 9–1 | 3–0 | 7–0 | 7–0 |
| 2   | Україна           | 10 | 8 | 0 | 2 | 20 | 7  | +13 | 24 | Фінальний турнір |     | 3–2 | —   | 2–1 | 1–0 | 4–0 | 1–0 |
| 3   | Сербія            | 10 | 5 | 1 | 4 | 13 | 18 | −5  | 16 |                  |     | 0–3 | 1–0 | —   | 1–2 | 2–0 | 2–0 |
| 4   | Північна Ірландія | 10 | 3 | 2 | 5 | 10 | 10 | 0   | 11 |                  | 0–0 | 1–2 | 1–2 | —   | 0–1 | 5–0 |     |
| 5   | Люксембург        | 10 | 2 | 2 | 6 | 6  | 23 | −17 | 8  |                  | 0–3 | 0–3 | 1–1 | 0–0 | —   | 2–0 |     |
| 6   | Азербайджан       | 10 | 1 | 0 | 9 | 4  | 30 | −26 | 3  |                  | 1–5 | 0–3 | 0–2 | 0–1 | 3–2 | —   |     |

### Група G
| Поз | Команда           | І  | В | Н | П | ГЗ | ГП | РГ  | О  | Кваліфікація     |     |     |     |     |     |     |     |
| --- | ----------------- | -- | - | - | - | -- | -- | --- | -- | ---------------- | --- | --- | --- | --- | --- | --- | --- |
| 1   | Португалія        | 10 | 9 | 0 | 1 | 33 | 6  | +27 | 27 | Фінальний турнір |     | —   | 5–1 | 2–0 | 4–0 | 6–1 | 3–0 |
| 2   | Хорватія          | 10 | 7 | 1 | 2 | 20 | 14 | +6  | 22 | Плей-оф          |     | 0–2 | —   | 3–2 | 2–1 | 2–0 | 2–0 |
| 3   | Греція            | 10 | 5 | 2 | 3 | 16 | 10 | +6  | 17 |                  |     | 2–1 | 2–2 | —   | 3–0 | 1–1 | 1–0 |
| 4   | Фарерські острови | 10 | 3 | 1 | 6 | 11 | 24 | −13 | 10 |                  | 1–3 | 2–4 | 0–4 | —   | 1–0 | 2–2 |     |
| 5   | Білорусь          | 10 | 1 | 3 | 6 | 6  | 20 | −14 | 6  |                  | 0–5 | 0–1 | 1–0 | 2–3 | —   | 0–0 |     |
| 6   | Андорра           | 10 | 0 | 3 | 7 | 4  | 16 | −12 | 3  |                  | 1–2 | 0–3 | 0–1 | 0–1 | 1–1 | —   |     |

### Група H
| Поз | Команда              | І | В | Н | П | ГЗ | ГП | РГ  | О  | Кваліфікація     |     |     |     |     |     |     |
| --- | -------------------- | - | - | - | - | -- | -- | --- | -- | ---------------- | --- | --- | --- | --- | --- | --- |
| 1   | Словенія             | 8 | 5 | 2 | 1 | 13 | 7  | +6  | 17 | Фінальний турнір |     | —   | 0–4 | 1–0 | 2–0 | 3–0 |
| 2   | Франція              | 8 | 5 | 1 | 2 | 22 | 6  | +16 | 16 | Фінальний турнір |     | 1–1 | —   | 1–2 | 9–0 | 2–0 |
| 3   | Австрія              | 8 | 4 | 3 | 1 | 12 | 6  | +6  | 15 |                  |     | 1–1 | 2–0 | —   | 2–2 | 2–0 |
| 4   | Кіпр                 | 8 | 1 | 2 | 5 | 7  | 23 | −16 | 5  |                  | 0–3 | 0–3 | 1–1 | —   | 1–2 |     |
| 5   | Боснія і Герцеговина | 8 | 1 | 0 | 7 | 5  | 17 | −12 | 3  |                  | 1–2 | 1–2 | 0–2 | 1–3 | —   |     |

### Група I
| Поз | Команда  | І | В | Н | П | ГЗ | ГП | РГ  | О  | Кваліфікація     |     |     |     |     |     |     |
| --- | -------- | - | - | - | - | -- | -- | --- | -- | ---------------- | --- | --- | --- | --- | --- | --- |
| 1   | Данія    | 8 | 5 | 2 | 1 | 18 | 8  | +10 | 17 | Фінальний турнір |     | —   | 5–0 | 2–2 | 2–0 | 3–0 |
| 2   | Чехія    | 8 | 4 | 2 | 2 | 13 | 11 | +2  | 14 | Плей-оф          |     | 0–0 | —   | 1–1 | 4–1 | 3–0 |
| 3   | Уельс    | 8 | 4 | 2 | 2 | 13 | 11 | +2  | 14 |                  |     | 1–2 | 1–2 | —   | 1–0 | 2–1 |
| 4   | Ісландія | 8 | 3 | 0 | 5 | 9  | 14 | −5  | 9  |                  | 4–2 | 2–1 | 1–2 | —   | 0–2 |     |
| 5   | Литва    | 8 | 1 | 0 | 7 | 7  | 16 | −9  | 3  |                  | 1–2 | 1–2 | 2–3 | 0–1 | —   |     |

### Рейтинг команд, що посіли друге місце
Враховуються результати матчів команд, що посіли друге місце, лише проти команд, які посіли перше, третє, четверте та п’яте місця у своїй групі. Результати матчів проти команд, які посіли шосте місце у групах по шість команд, не враховуються. У підсумку, для визначення рейтингу зараховується вісім матчів кожної команди, що посідає друге місце. Команда з найвищим рейтингом кваліфікується безпосередньо до фінального турніру, а інші команди виходять у плей-оф.
| Поз | Груп | Команда   | І | В | Н | П | ГЗ | ГП | РГ  | О  | Кваліфікація     |
| --- | ---- | --------- | - | - | - | - | -- | -- | --- | -- | ---------------- |
| 1   | F    | Україна   | 8 | 6 | 0 | 2 | 16 | 7  | +9  | 18 | Фінальний турнір |
| 2   | H    | Франція   | 8 | 5 | 1 | 2 | 22 | 6  | +16 | 16 | Фінальний турнір |
| 3   | D    | Польща    | 8 | 5 | 1 | 2 | 20 | 8  | +12 | 16 | Фінальний турнір |
| 4   | G    | Хорватія  | 8 | 5 | 1 | 2 | 15 | 14 | +1  | 16 | Плей-оф          |
| 5   | E    | Фінляндія | 8 | 4 | 2 | 2 | 12 | 7  | +5  | 14 | Плей-оф          |
| 6   | I    | Чехія     | 8 | 4 | 2 | 2 | 13 | 11 | +2  | 14 | Плей-оф          |
| 7   | A    | Норвегія  | 8 | 4 | 1 | 3 | 17 | 11 | +6  | 13 | Плей-оф          |
| 8   | B    | Бельгія   | 8 | 4 | 1 | 3 | 8  | 5  | +3  | 13 | Плей-оф          |
| 9   | C    | Грузія    | 8 | 4 | 1 | 3 | 10 | 10 | 0   | 13 | Плей-оф          |

## Плей-оф
Жеребкування відбулось 17 жовтня 2024 року в швейцарському Ньйоні.
| Команда 1 | Заг. Tooltip Aggregate score | Команда 2 | 1-й матч | 2-й матч |
| --------- | ---------------------------- | --------- | -------- | -------- |
| Фінляндія | 6–3                          | Норвегія  | 5–1      | 1–2      |
| Бельгія   | 1–3                          | Чехія     | 0–2      | 1–1      |
| Грузія    | 3–3 пен. 7:6                 | Хорватія  | 1–0      | 2–3      |

### Матчі
| 15 листопада 2024 18:45 (19:45 EET) |

| Фінляндія                                                      | 5–1      | Норвегія      |
| -------------------------------------------------------------- | -------- | ------------- |
| - Вальта 2' - Терго 4' - Талвіті 79' - Скюття 82' - Галвес 86' | Протокол | - Арнстад 42' |

| Таммела, Тампере Глядачів: 5 275 Арбітр: Алессандро Дудич (Швейцарія) |

| 19 листопада 2024 18:30 |

| Норвегія              | 2–1      | Фінляндія |
| --------------------- | -------- | --------- |
| Мвука 81' Броголм 88' | Протокол | Терго 55' |

| Вікінг, Ставангер Глядачів: 1 813 Арбітр: Джон Брукс (Англія) |

| 15 листопада 2024 20:00 |

| Бельгія | 0–2      | Чехія                     |
| ------- | -------- | ------------------------- |
|         | Протокол | - Карабець 34' - Філа 80' |

| Ден Дреф, Геверле Глядачів: 1 200 Арбітр: Атілла Караоглан (Туреччина) |

| 19 листопада 2024 17:30 |

| Чехія                 | 1–1      | Бельгія      |
| --------------------- | -------- | ------------ |
| Ван Ден Босх 79' (аг) | Протокол | Стеккерс 51' |

| Малшовічка Арена, Градець-Кралове Глядачів: 9 019 Арбітр: Манфредас Лук'янчукас (Литва) |

| 15 листопада 2024 16:00 (19:00 GET) |

| Грузія         | 1–0      | Хорватія |
| -------------- | -------- | -------- |
| Сольдо 4' (аг) | Протокол |          |

| Стадіон імені Михайла Месхі, Тбілісі Глядачів: 9 372 Арбітр: Адам Ладебек (Швеція) |

| 19 листопада 2024 19:00 |

| Хорватія                                                                    | 3–2      | Грузія                                                                                             |
| --------------------------------------------------------------------------- | -------- | -------------------------------------------------------------------------------------------------- |
| - Бельо 10', 63' (пен.) - Шотичек 90+1'                                     | Протокол | - Гагнідзе 28' - Ломінадзе 78'                                                                     |
|                                                                             | Пенальті | |
| - Видович - Фріган - Стойкович - Вушкович - Ходжа - Біук - Шотичек - Бадель | 6–7      | - Азаров - Квернадзе - Абуашвілі - Ломінадзе - Мамагеішвілі - Лацабідзе - Угрехелідзе - Хвадагіані |

| Руєвіца, Рієка Глядачів: 2 575 Арбітр: Сімоне Соцца (Італія) |

## Команди, що кваліфікувалися до фінального турніру
До фінального турніру вийшли наступні команди:
Статистика враховує лише чемпіонати U-21 (з 1978 року).
| Команда    | Спосіб кваліфікації      | Дата кваліфікації | Кількість участей | Дебют | Остання участь | Найкращий результат                        |
| ---------- | ------------------------ | ----------------- | ----------------- | ----- | -------------- | ------------------------------------------ |
| Словаччина | Господар                 | 25 січня 2023     | 3-тя              | 2000  | 2017           | 4 місце (2000)                             |
| Нідерланди | Переможець Групи C       | 9 вересня 2024    | 10-та             | 1988  | 2023           | Чемпіон (2006, 2007)                       |
| Іспанія    | Переможець Групи B       | 10 вересня 2024   | 17-та             | 1982  | 2023           | Чемпіон (1986, 1998, 2011, 2013, 2019)     |
| Португалія | Переможець Групи G       | 11 жовтня 2024    | 11-та             | 1994  | 2023           | 2 місце (1994, 2015, 2021)                 |
| Німеччина  | Переможець Групи D       | 11 жовтня 2024    | 15-та             | 1982  | 2023           | Чемпіон (2009, 2017, 2021)                 |
| Данія      | Переможець Групи I       | 11 жовтня 2024    | 9-та              | 1978  | 2021           | Півфінал (1992, 2015)                      |
| Англія     | Переможець Групи F       | 12 жовтня 2024    | 18-та             | 1978  | 2023           | Чемпіон (1982, 1984, 2023)                 |
| Україна    | Найкраща з других команд | 12 жовтня 2024    | 4-та              | 2006  | 2023           | 2 місце (2006)                             |
| Румунія    | Переможець Групи E       | 15 жовтня 2024    | 5-та              | 1998  | 2023           | Півфінал (2019)                            |
| Польща     | Найкраща з других команд | 15 жовтня 2024    | 8-ма              | 1982  | 2019           | Чвертьфінал (1982, 1984, 1986, 1992, 1994) |
| Словенія   | Переможець Групи H       | 15 жовтня 2024    | 2-га              | 2021  | 2021           | Груповий етап (2021)                       |
| Франція    | Найкраща з других команд | 15 жовтня 2024    | 12-та             | 1982  | 2023           | Чемпіон (1988)                             |
| Італія     | Переможець Групи A       | 15 жовтня 2024    | 23-та             | 1978  | 2023           | Чемпіон (1992, 1994, 1996, 2000, 2004)     |
| Чехія      | Плей-оф                  | 19 листопада 2024 | 10-та             | 1996  | 2023           | Чемпіон (2002)                             |
| Фінляндія  | Плей-оф                  | 19 листопада 2024 | 2-га              | 2009  | 2009           | Груповий етап (2009)                       |
| Грузія     | Плей-оф                  | 19 листопада 2024 | 2-га              | 2023  | 2023           | Чвертьфінал (2023)                         |